# 4764 Joneberhart
4764 Joneberhart (1983 CC) là một tiểu hành tinh vành đai chính bên trong được phát hiện ngày 11 tháng 2 năm 1983 bởi E. Bowell ở Flagstaff.